# Canal+ (canal de televisión francés)
Canal+ (voz francesa: «Canal Plus») es un canal de televisión por suscripción francés, controlado por Groupe Canal+. Sus emisiones comenzaron oficialmente el 4 de noviembre de 1984, siendo la primera cadena privada de Francia y uno de los pioneros de la televisión de pago en Europa.

## Historia

### Creación de Canal+
El origen de Canal+ está relacionado con la regularización de la televisión analógica en Francia, que en la década de 1980 estaba compuesta por tres canales públicos (TF1, Antenne 2 y FR3). El presidente galo, François Mitterrand, confirmó en 1982 la creación de un cuarto canal privado «con vocación cultural» y que no sería financiado «ni con impuestos ni con publicidad». Ese mismo año André Rousselet, director de Havas, impulsó un proyecto de televisión por suscripción en analógico basado en el modelo de HBO: películas de estreno, competiciones deportivas y entretenimiento solo para abonados.
El proyecto inicial, «Canal 4» (más tarde «Canal Plus»), estaba encabezado por Rousselet y contaba con destacados miembros del audiovisual francés como Pierre Lescure (director de la redacción de Antenne 2), Marc Tessier (décadas más tarde director de France Télévisions) y el editor Léo Scheer. Por el contrario, la oposición política prefería crear televisiones privadas en abierto y criticaron a Mitterrand por dos razones: la elección del modelo de pago y su relación personal con Rousselet.
Al momento de su lanzamiento, la propiedad de la cadena estaba dividida de la siguiente manera: Havas poseía 25 % de acciones; la Compañìa General de Aguas (CGE), el 21.6; L'Oréal 7; Société Génerale 6.5; Nobel Finimo, parte del banco Crédit commercial de France (CCF), el 6.5 %; la Caisse des dépôt, institución pública financiera de Francia, el 5.7; asimismo, 21.4 % de acciones disponibles para el público; 3.4 para el propio personal de la cadena; y 3 % que pertenecía a otras instituciones.
Las emisiones en período de pruebas de Canal Plus empezaron el 1 de marzo de 1984 en los alrededores de París por el antiguo canal que TF1 utilizaba para sus emisiones en blanco y negro. Las emisiones se realizaban entre las 14:00 h y las 18:00 h y su programación se nutría de videoclips y tráilers.
El propio André Rousselet inauguró las emisiones regulares de Canal+ el 4 de noviembre de 1984, siendo necesario un decodificador para ver toda su programación. Para atraer espectadores se apostó por el deporte, con la liga francesa de fútbol en exclusiva, y por la emisión de grandes películas estadounidenses y francesas tan solo un año después de su estreno en cines, frente a los tres años que debían esperar los canales públicos, para lo cual se le exige a la cadena crear una productora que apoye al cine francés. Además, se estableció un modelo de redifusión con estreno en horario central y hasta seis pases en distintos horarios. En la primera semana, Canal+ contaba con 186 000 abonados que pagaban una cuota mensual de 120 francos franceses (18,46 euros). No obstante, el ritmo de suscripciones menguó en 1985 porque el gobierno anunció dos nuevas televisiones privadas en abierto: La Cinq y TV6. Después de registrar un déficit de 330 millones en el primer año fiscal, Canal+ tuvo que cambiar su política y pasó a ofrecer en abierto algunos programas propios como reclamo.
Con el paso del tiempo, el número de abonos a Canal+ creció gracias a su apuesta por el cine y nuevos formatos, los malos resultados de La Cinq y TV6, y la debilidad del mercado de video doméstico al que entonces se aplicaba un impuesto de lujo. Todo ello motivó que la tasa de fidelidad entre abonados fuese del 95 %. Canal+ superó en 1986 el millón de abonados y para 1989 ya había llegado a tres millones de hogares, con un beneficio de 774 millones de francos (118 millones de euros), una facturación de 5300 millones de francos y un 4,4 % de cuota de pantalla. En comparación, HBO había necesitado doce años para alcanzar cifras similares.
En enero de 1987 se fundó la división Canal+ Productions (actual Studiocanal) para la producción, adquisición y distribución de películas a nivel mundial, lo cual era una condición para permitirle a la cadena el difundir películas a tan solo un año de su estreno en salas de cine. Su primera película propia fue La doble vida de Verónica, dirigida por Krzysztof Kieślowski.
A comienzos de la década de 1990 el grupo inició su expansión internacional en Bélgica (Canal+, 1989), España (Canal+, 1990), Polonia (1994) e Italia (TELE+, 1997). Por último, el 14 de noviembre de 1992 se puso en marcha Canalsatellite (actual Canal+), el primer servicio francés de televisión por satélite en colaboración con Europe 1 Communication. Todas estas operaciones convirtieron a Canal+ en la firma audiovisual más rentable de la Unión Europea y en el mayor comprador de cine americano y europeo a través de Studiocanal.

### Control de Vivendi
En febrero de 1994, André Rousselet abandonó la presidencia de Canal+ en desacuerdo con una operación de otros inversores para hacerse con el control en la empresa. Después de que el gobierno de Édouard Balladur modificase la ley que limitaba la participación de un mismo accionista en un canal de televisión (del 25 % al 49 %), las empresas Havas, Compagnie Générale des Eaux (CGE) y Société Générale se asociaron para mantener el 48,7 % de Canal+ como un solo inversor. Además, permitieron que France Télécom adquiriese una participación del 5 %. El sustituto de Rousselet fue el socio fundador Pierre Lescure, aunque su poder de decisión quedaba muy limitado por el peso de la CGE.

Logotipo de 1995.

El 28 de agosto de 1995 se estrenó el logotipo actual de Canal+, rediseñado por Étienne Robial. La elipse multicolor fue reemplazada por una sucesión de cuadrados y rectángulos.
La situación del audiovisual francés había cambiado en los años 1990 con la irrupción de nuevas plataformas en cable y satélite, en especial TPS, que empezaron a hacer la competencia a Canal+. Para aumentar sus ventanas de difusión, el 27 de abril de 1996 se crearon dos canales semigeneralistas de cable y satélite, Canal+ Jaune y Canal+ Bleu, a los que en 1998 se sumaría Canal+ Vert. Ese mismo año iniciaron transmisiones codificadas en televisión digital terrestre y, a través de su productora, se hicieron con la biblioteca de películas de Carolco Pictures y de la Union Générale Cinématographique.
El máximo accionista de Canal+, la CGE, se transformó en 1998 en el conglomerado de medios Vivendi. Por influencia de su presidente, Jean-Marie Messier, Canal+ tuvo acceso a nuevos negocios e incluso buscó sin éxito una fusión con British Sky Broadcasting. En junio de 2000, Vivendi adquirió la división de entretenimiento de Seagram (propietario de la productora Universal) para crear «Vivendi Universal», el segundo mayor grupo de comunicación del mundo. Fruto de ese acuerdo, Canal+ y todas sus filiales (Canalsatellite, MultiThématiques y Studiocanal) fueron reagrupadas el 11 de diciembre de 2001 en el Groupe Canal+, especializado en televisión temática.
A pesar de que Canal+ mantuvo buenas audiencias, empezó a atravesar problemas financieros por los malos resultados de varias divisiones internacionales (de las que terminaría deshaciéndose) y por el alto coste de la operación de Vivendi Universal, que dejó a la matriz al borde de la suspensión de pagos. En 2002, Pierre Lescure fue reemplazado al frente de Canal+ por Xavier Couture, directivo de TF1 y hombre de confianza de Jean-Marie Messier. Sin embargo, Messier tuvo que dejar la presidencia del conglomerado ese mismo año y Couture acabó siendo destituido a las pocas semanas, luego de enfrentarse a los empleados de la casa. Finalmente, la nueva dirección de Vivendi confió en 2003 en Bertrand Meheut, procedente de la industria farmacéutica, para que recuperara la solidez financiera de Canal+. En una sola década, Canal+ Francia había pasado de la rentabilidad a acumular una deuda de 5100 millones de euros.

### Reconstrucción de Canal+
Las primeras decisiones de Bertrand Méheut al frente de Canal+ fueron un expediente de regulación de empleo, reducir la deuda, completar el traslado de la sede a Issy-les-Moulineaux, un cambio de la imagen corporativa y una nueva programación: Canal+ mantendría su perfil generalista premium con estrenos de cine, deportes, producción propia y grandes acontecimientos, mientras que las tres señales de satélite se transformarían el 1 de noviembre de 2003 en los temáticos Canal+ Cinéma (cine), Canal+ Confort (entretenimiento) y Canal+ Sport (deportes). En 2004 se estrenó Le Grand Journal, uno de sus espacios con mayor audiencia, y se recuperaron los derechos en exclusiva de la Ligue 1 para todo Canalsat. Un año más tarde, Groupe Canal+ ganó la batalla de la televisión por satélite al hacerse con el control de su rival TPS, que terminó siendo absorbida en Canalsat el 31 de diciembre de 2008.
En 2006 se creó una versión de Canal+ con programas en 16:9, reconvertido el 6 de agosto de 2008 en la versión en alta definición «Canal+ HD».
Respecto a la televisión digital terrestre, Canal+ recibió una licencia bajo las mismas condiciones (programación con espacios codificados) y dejó en señal abierta su canal informativo I-Télé. Durante un tiempo el grupo trató de obtener otra licencia para un tercer canal gratuito, pero al no conseguirla por la negativa de sus rivales (en especial TF1 y M6), tuvo que llegar a un acuerdo con Bolloré para comprar sus dos señales, Direct 8 y Direct Star, a través de un intercambio de acciones por el que Vincent Bolloré sería máximo accionista de Vivendi. El 7 de octubre de 2012 se transformaron en «D8» (generalista) y «D17» (juvenil), posteriormente transformados en «C8» y «CStar» respectivamente. Por otro lado, Canal+ mantuvo su perfil premium.
Algunas de las series más destacadas de Canal+ en esta etapa han sido Engrenages (2005), Borgia (2011), XIII (2011), Les Revenants (2012), Versailles (2015) y El colapso (2019).
En la década de 2010, Canal+ ha enfrentado un fuerte descenso de las audiencias y del número de abonados por la cada vez mayor competencia en el sector de la televisión de pago, tanto de otros canales deportivos (en particular, BeIN Sports) como de los servicios de video bajo demanda en streaming (Netflix). Bertrand Meheut dejó la presidencia de la televisión en 2015 y fue reemplazado por Jean-Christophe Thiery, hombre de confianza del máximo accionista. Para frenar la pérdida de abonados, Vincent Bolloré ha propuesto quitar franjas en abierto, bajar el precio de los abonos y renegociar a la baja los contratos de programación.
El 5 de diciembre de 2024, Canal+ anunció la salida de todos sus canales de la TDT de pago —Canal+, Canal+ Cinéma(s), Canal+ Sport y Planète+— a partir de junio de 2025. Esta medida se produjo poco después de que el consejo audiovisual francés retirase a C8 su licencia en abierto. La empresa espera ahorrar con esta medida un total de 15 millones de euros por frecuencia. El número 4 en la lista de adjudicación, que Canal+ había ocupado históricamente desde 1984, quedó en manos del canal público France 4.

## Programación

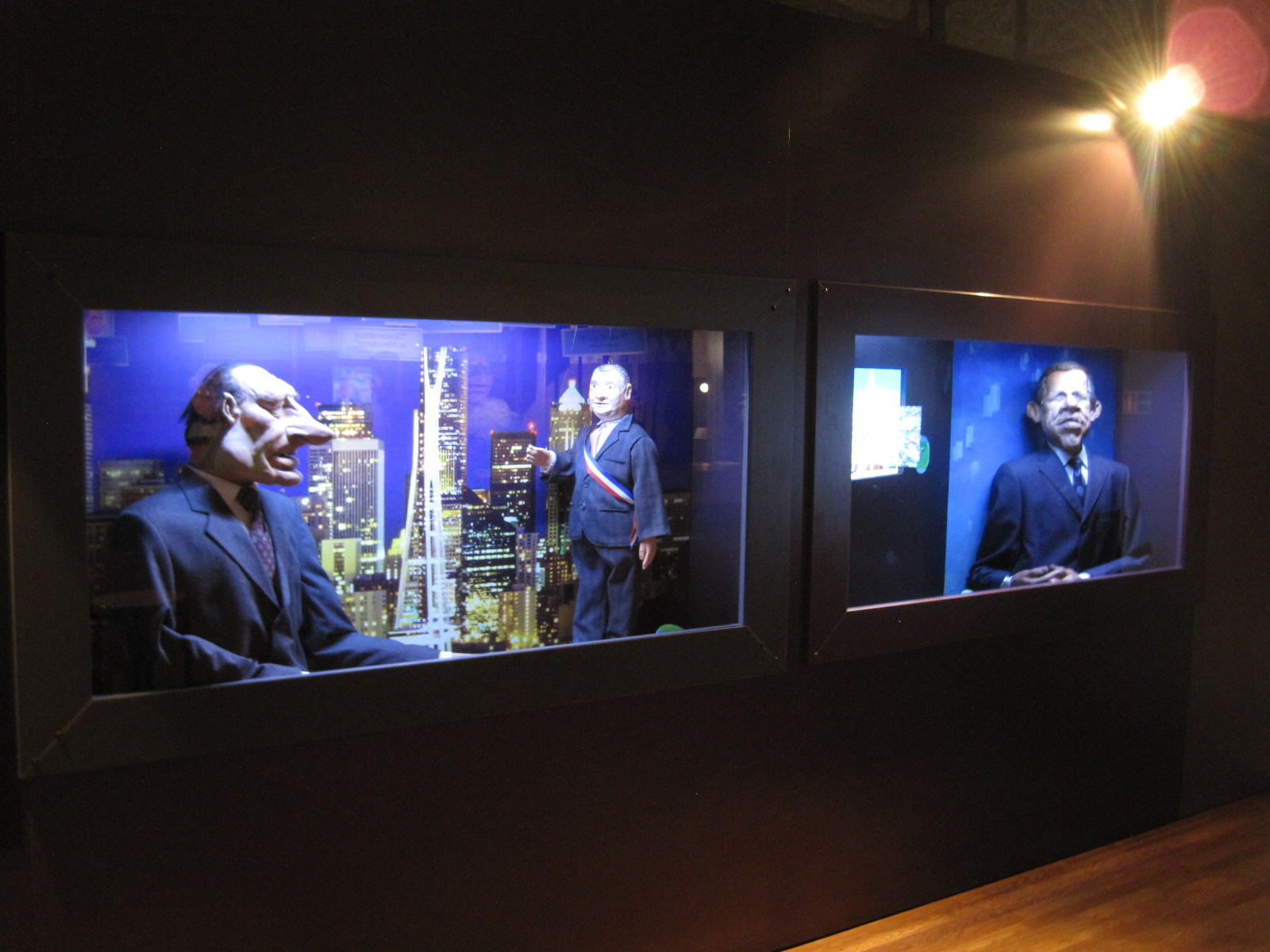
Exposición de Les Guignols con títeres de Jacques Chirac y del presentador Patrick Poivre d'Arvor.

Canal+ es un canal generalista nacional cuya seña de identidad es el estreno en exclusiva de películas estadounidenses y europeas solo para abonados, sin cortes publicitarios y ofrecidas un año después de su emisión en cines. Históricamente se ha seguido un modelo de multidifusión, con el estreno en horario central y repeticiones a lo largo de los meses (de 6 a 10 pases). Esa estrategia ha cambiado con la aparición de los canales temáticos: de las casi 500 películas que estrenan al año, las más taquilleras se ofrecen en Canal+ mientras que el resto van a parar a Canal+ Cinéma y Canal+ Family.
Los otros contenidos premium son grandes acontecimientos deportivos (Ligue 1, Top 14 de rugby unión), series estadounidenses y espacios de producción propia, tanto en ficción (Engrenages, Borgia, Les Revenants, Versailles) como en otros géneros: talk show (Le Grand Journal), humor (Groland, Le Zapping) e incluso servicios informativos.
Canal+ fue la primera televisión comercial de Francia y de la Unión Europea en establecer un modelo de televisión por suscripción en señal analógica. Dicho modelo se ha mantenido en la televisión digital terrestre, con algunos tramos horarios en abierto (en su mayoría, espacios de producción propia) y la programación más importante en codificado. Los suscriptores pagan una cuota mensual y una única fianza por el aparato decodificador, que les es devuelta si se daban de baja. Según datos de la empresa, en 2015 había más de cinco millones de abonados.
Dentro de la televisión francesa, Canal+ ha sido pionera en la emisión de contenidos como cine pornográfico (desde 1985), series de animación para adultos (Los Simpson, Padre de familia, Cowboy Bebop) y espacios de humor más arriesgados que los de la televisión pública (Coluche 1 faux, Les Nuls, Les Guignols).
Muchos de los formatos de Canal+ Francia han sido adaptados por Canal+ España, entre ellos Nulle part ailleurs (Lo + Plus), Les Guignols (Las noticias del guiñol) y Le Zapping (Zap Zap Zapin).
A partir del 15 de octubre de 2019, con el pago del paquete «Cine/Series», los usuarios obtienen acceso al mismo tiempo a la programación de más de veinte canales de Canal+, así como al servicio básico de Netflix.

## Canales

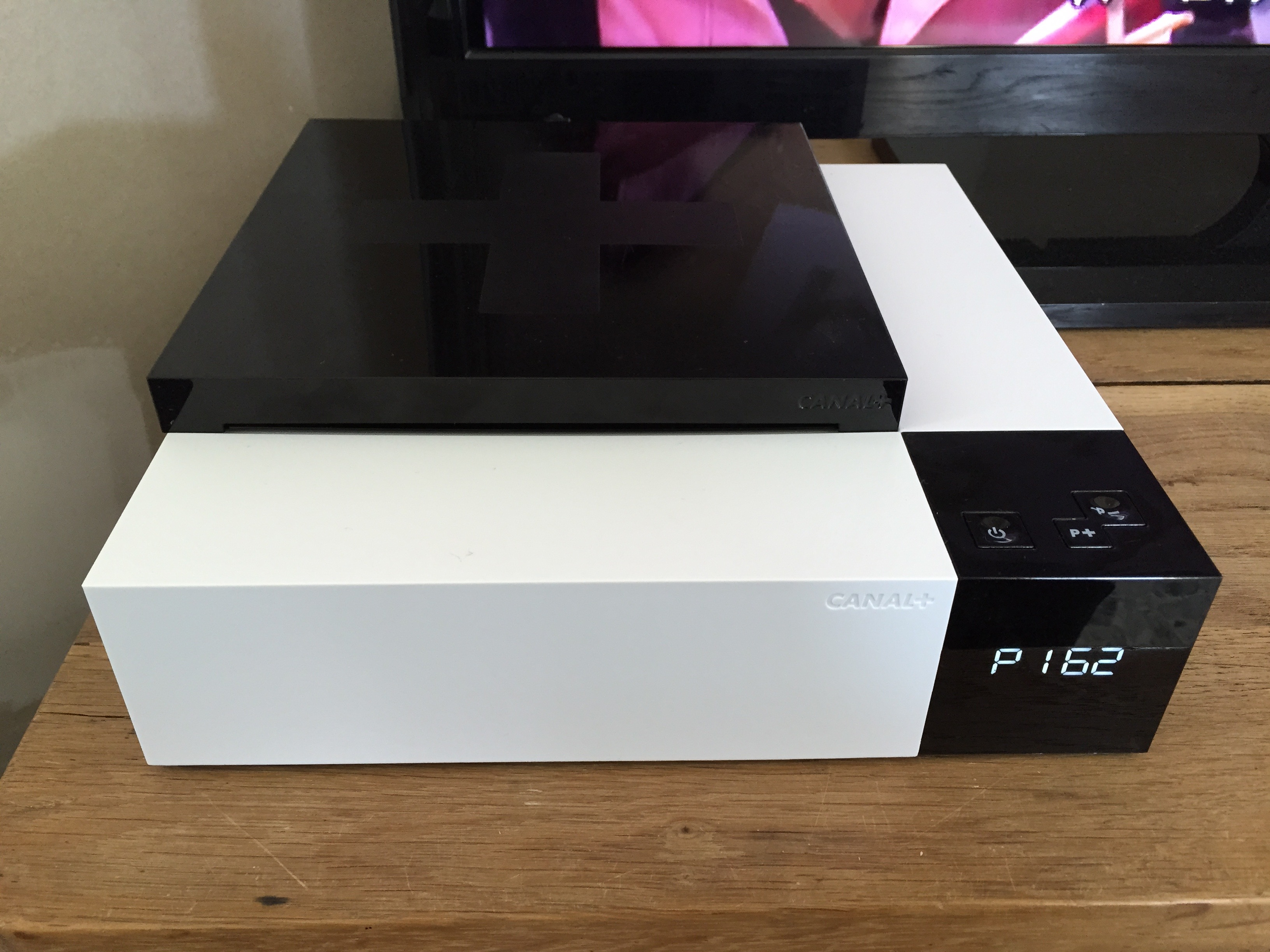
Decodificador de Canal+.

La oferta de servicios de Canal+, agrupada bajo la marca Canal, consta de una señal generalista y ocho temáticas.
Los siguientes canales están disponibles en TDT y la plataforma Canal+:
- Canal+: generalista nacional de pago con algunos programas en abierto.
- Canal+ Cinéma: canal de cine exclusivamente de pago.
- Canal+ Sport: canal de deportes exclusivamente de pago.

Los siguientes canales son exclusivos de la plataforma Canal+:
- Canal+ Séries: canal dedicado a las series de ficción.
- Canal+ Docs: canal especializado en documentales.
- Canal+ Kids: canal de entretenimiento familiar.
- Canal+ Grand Écran: canal especializado en cine internacional y de culto
- Canal+ Sport 360: canal deportivo enfocado en retransmisiones en directo.
- Canal+ Foot: canal deportivo enfocado en fútbol

Se puede contratar el paquete básico de canales de Canal+, en el que solo está la señal matriz, o el paquete Les chaînes Canal+ que incluye los cinco temáticos. Además debe incluirse la fianza por el decodificador.
El grupo Canal+ cuenta con dos canales gratuitos, disponibles en la TDT: CStar (música y series) y CNews (informativos). El temático Planète+, especializado en documentales, también pertenece a Canal+. Entre 2012 y 2025 mantuvo un canal en señal abierta, C8.

### Video bajo demanda
- Canalplay: servicio de video bajo demanda en streaming, accesible mediante una tarifa plana mensual (7,99 euros al mes).
- MyCanal: servicio de streaming para ver los seis canales de Canal+ (así como la televisión en abierto) en cualquier dispositivo móvil, así como los programas propios bajo demanda.

## Imagen corporativa

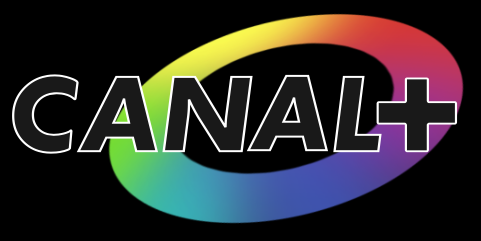
Logotipo original de Canal+.

El logotipo original de Canal+ fue creado en 1984 por los diseñadores Étienne Robial y Mathias Ledoux, y se trata de una elipse giratoria de colores con la palabra «CANAL+» en letras mayúsculas y tipografía Futura. Todos los elementos de la imagen corporativa estaban compuestos por figuras geométricas. Para las sintonías se recurrió al compositor Philippe Eidel.
Mientras la mayoría de canales de televisión apostaron por siglas o números para sus marcas, Canal+ utilizó el signo positivo más (+), Plus en francés. El proyecto de nueva televisión se llamó al principio «Canal 4» para reflejar que era el cuarto canal francés después de TF1, Antenne 2 y FR3, y su logotipo inicial era una simple «C» mayúscula con una cruz que formaba el número 4. Sin embargo, en uno de los documentos hubo un error de impresión y el logotipo aparecía incompleto, asemejándose al signo más. La idea gustó a André Rousselet, quien cambió el nombre a «Canal Plus» para reflejar también el valor añadido de la televisión de pago. Étienne Robial ha sido el director creativo de Canal+ Francia desde 1984 hasta 2008.
El 28 de agosto de 1995 la elipse fue eliminada y se presentó una nueva imagen corporativa, también diseñada por Étienne Robial, que consistía en varios cuadrados de colores que cambiaban de tamaño y color. El logotipo consistía en un rectángulo negro con las palabras «CANAL+» en letras mayúsculas blancas. España y Polonia, los dos mercados internacionales donde la empresa funcionó mejor, no adoptaron la nueva imagen hasta 1997. Los siguientes cambios en el estilo visual llegaron en 2003 (nuevas formas) y en 2009 (una pantalla dividida en cuatro imágenes), manteniendo siempre el logo de 1995.

### Logotipos

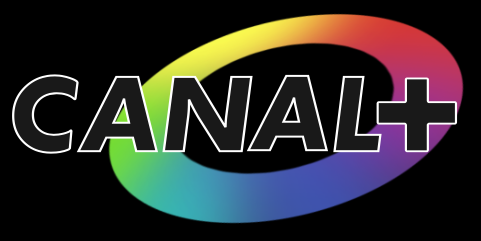
Primer logotipo empleado por Canal+ Francia desde su nacimiento.
Logotipo utilizado por Canal+ Francia desde el 28 de agosto de 1995.

## Versiones internacionales
Canal+ Francia ha expandido su modelo de televisión a los siguientes países:
- Bélgica: Canal+ (1989-2004). Reemplazado por Be TV.
- España: Canal+ (1990-2016) y Digital+ (1997-2015). Fueron reemplazados por «#0» y Movistar+, ambos de Telefónica.
- Italia: TELE+ (1997-2003). Fundada en 1990 y adquirida por Canal+ en 1997. Fue absorbida por News Corporation y transformada en Sky Italia.
- Polonia: Canal+ y Plataforma Canal+. Se puso en marcha en 1995 y continúa emitiendo.
- Países nórdicos: Canal+ (1997-2012). Fue adquirido por Telenor y reemplazado por la marca C More Entertainment.